# Верховный архиепископ Румынской католической церкви
Верховный архиепископ Фэгэраш-Алба Юлия — глава архиепархии Фэгэраша и Алба-Юлии с центром в Блаже, жудец Алба, Румыния. Верховный архиепископ — церковный сан эквивалентный сану Патриарха и глава Румынской католической церкви.
Архиепархия была учреждена в 18 мая 1721 года, когда был назначен первый епископ. В 1853 году Румынская католическая церковь была повышена в статусе до митрополии, которая объединяла четыре епархии. 16 декабря 2005 года папа Бенедикт XVI предоставил церкви статус Верховного архиепископства.

## Епископы Алба-Юлии
- Афанасий Ангел (1698—1713);
  - вакансия (1713—1715).

## Епископы Фэгэраш и Алба-Юлия
- Ioan Giurgiu Patachi (1715—1727);
- Ioan Inocentiu Micu-Klein (1728—1751);
- Petru Pavel Aron (1752—1764);
- Atanasie Rednic (1765—1772);
- Grigore Maior (1772—1782);
- Ioan Bob (1783—1830);
  - вакансия (1830—1832);
- Ioan Lemeni (1832—1850).

## Архиепископы и митрополиты Фэгэраш и Алба-Юлия
- Alexandru Sterca-Şuluţiu (1850—1867);
- Ioan Vancea (1868—1892);
- Victor Mihaly de Apşa (1893—1918);
  - вакансия (1918—1920);
- Vasile Suciu (1920—1935);
- Alexandru Nicolescu (1882—1941);
- Valeriu Traian Frenţiu (1941—1946) (апостольский администратор);
- Ioan Suciu (1946—1948) (апостольский администратор);
  - вакансия (1948—1990, Церковь была объявлена вне закона коммунистическим режимом);
- кардинал Александру Тодя (1990—1994);

## Верховные архиепископы Фэгэраш и Алба-Юлия
- кардинал Лучиан Мурешан (1994 — нынешнее время).